# Dorische invallen
De Dorische invallen zijn een reeks mythische migratiestromen van de Doriërs vanuit het noorden van Griekenland naar de Peloponnesos. Lang werd gedacht dat deze invasie met veel geweld gepaard ging en de Myceense poleis vernietigde. Enkel Athene bleef bestaan. Deze invasie betekende volgens de mythe het einde van de Myceense beschaving en het begin van een periode van verval, die de Duistere Eeuwen of ook wel de Griekse Middeleeuwen genoemd wordt. Verwijzingen naar deze invasie vinden we terug bij o.a. Herodotus en Thucydides. Archeologen hebben de Dorische invallen echter sterk in vraag gesteld en dit narratief wordt in huidige tijden niet meer aanvaard.

## Mythe van de Herakliden
Volgens de mythe zou de Dorische invasie gebeurd zijn onder leiding van de nazaten van de held Herakles, de Herakliden genaamd. Na de dood en apotheose van de held werden zijn nakomelingen verbannen uit de Peloponnesos naar het noorden. In hun plannen om terug te keren, werden ze geholpen door de Doriërs, met wie Herakles zelf al goede relaties had. Onder leiding van Temenus, Kresphontes en Aristodemus (drie achter-, achterkleinzonen van Herakles), vielen de Doriërs opnieuw de Peloponnesos binnen, verjoegen ze de Achaïers en veroverden ze het gebied. De Griekse dichter Tyrtaeus verwijst naar deze invasie van de Herakliden in een van zijn gedichten.

## De Dorische kwestie
Deze theorie van Dorische invallen stuitte echter op veel kritiek. Vooral vanuit archeologische hoek hield deze versie van de feiten geen steek. Lange tijd leken historische bronnen, archeologische vondsten en taalkundig bewijs elkaar tegen te spreken. Deze impasse wordt de Dorische kwestie genoemd.

### Kritiek op de invasiemythe
Het staat vast dat de opkomst van de Doriërs enorme impact gehad moet hebben. Op taalkundig vlak zien we immers dat de Doriërs erin geslaagd zijn hun dialect tot het belangrijkste te maken in gebieden waar tot dan toe andere dialecten de bovenhand hadden. Toch lieten ze in de materiële cultuur geen enkele sporen na. Het aardewerk van voor de vermoede invasie is exact hetzelfde als het aardewerk erna. Ook op vlak van religie veranderde er niets. Belangrijke cultussen in Sparta (de Dorische stad bij uitstek) in de klassieke periode, zoals die van Helena en de Dioscuren, dateren van ver voor de Dorische invallen. Bovendien bleef ook de staatsstructuur van voor de invallen behouden, wat te zien is in de grote gelijkenissen op dat vlak tussen Sparta en Athene. Deze continuïteit kan enkel verklaard worden als de cultuur van de Doriërs al voor de invasies heel gelijkaardig was aan de Myceense, maar dan zou de taal ook in grote mate beïnvloed moeten zijn. Dat is niet het geval. Het Dorisch is heel duidelijk een ander dialect dan wat we vinden in de vele Lineair B-tabletten.

### Oplossing
Verschillende oplossingen zijn geopperd voor deze kwestie. Sommigen verwerpen simpelweg het idee van een invasie. Dit werkt zeker met de archeologische bronnen, maar biedt geen verklaring voor het plotse taalkundige overwicht van de Doriërs. Bovendien zou de mythe van de Herakliden helemaal nergens op gebaseerd zijn.
Sommigen pleiten ervoor om simpelweg de datering van de invasie aan te passen. Recenter dan de twaalfde eeuw (bv. rond het jaar 1000 v.Chr.), is moeilijk te rijmen met de archeologische aanwijzingen. Ook de mogelijkheid van een vroegere datering: de aankomst van Indo-Europese volkeren in Griekenland. Dit ging gepaard met verwoestingen en heropbouw en vele artistieke en architecturale veranderingen. Taalkundigen hebben echter lang de mogelijkheid ontkend dat de Doriërs deel uitmaakten van deze proto-Grieken. De algemeen aanvaarde theorie over het ontstaan van de Griekse dialecten, liet immers niet toe dat sprekers van het Dorisch een plaats kregen onder de Achaiers. Men ging er namelijk vanuit dat de verschillende dialecten buiten Griekenland ontstaan zijn en dan via migratiestromen hun weg vonden naar Hellas. John Chadwick bood echter een herziening aan van deze theorie. Hij zegt dat deze aanname dat de Griekse dialecten buiten Griekenland ontstaan zijn misschien helemaal niet overeenkomt met de werkelijkheid. Het is dus mogelijk dat de Doriërs er al veel langer waren. De Linear B-tabletten getuigen dan van een louter administratieve taal, die niet overeenkomt met de taal die de lagere klasse spreekt: het (proto-)Dorisch. Bovendien zijn er ook Lineair B-tabletten gevonden die een licht ander dialect bevatten. Volgens Chadwick is dat het proto-Dorisch. Op deze manier is er geen invasie meer nodig. De Myceense beschaving viel uiteen door interne conflicten en de al aanwezige Doriërs maakten daar handig gebruik van. Ze grepen de macht en maakten hun dialect dominant op de Peloponnesos. Vervolgens kwam de mythe van de Herakliden tot stand als legitimatie voor hun macht. Deze theorie biedt een verklaring voor zowel de historische als de taalkundige sporen, waarbij ook de archeologische aanwijzingen in acht worden genomen.